# Bird of Pray
A Bird of Pray (magyarul: Imádság madara) az ukrán Ziferblat dala, mellyel Ukrajnát képviselték a 2025-ös Eurovíziós Dalfesztiválon Bázelben. A dal 2025. február 8-án, az ukrán Vidbirben megszerzett győzelemmel érdemelte ki a dalversenyen való indulás jogát.

## Eurovíziós Dalfesztivál
2024. december 20-én vált hivatalossá, hogy az együttes dala bekerült az ukrán Vidbir nemzeti döntő mezőnyébe. A dal a 2025. február 8-án rendezett döntőben összesítésben az első helyen végzett a nemzeti zsűri, valamint a nézők szavazatai által, így ez a dal képviselheti Ukrajnát a Eurovíziós Dalfesztiválon.
A dalt először a május 13-án rendezett első elődöntőben, fellépési sorrendben ötödikként adták elő, a Spanyolországot képviselő Melody Esa diva című dala után és a Svédországot képviselő KAJ Bara bada bastu című dala előtt. Az elődöntőből sikeresen továbbjutottak a május 17-i döntőbe, ahol fellépési sorrendben hetedikként léptek fel, a Spanyolországot képviselő Melody Esa diva című dala után és az Egyesült Királyságot képviselő Remember Monday What the Hell Just Happened? című dala előtt. A zsűri szavazáson tizenötödik helyen végeztek 60 ponttal, míg a nézői szavazáson hatodik helyen végeztek 158 ponttal (Csehországtól, Izraeltől, Lengyelországtól maximális pontot kaptak), így összesítésben 218 ponttal a verseny tizedik helyezettjei lettek.

## Dalszöveg
| Fly Like a Bird Where do you go I’m begging you please just Live Share My heart with someone who Flies – A dal refrénje | Repülj Mint egy madár Hova mész? Könyörgöm neked, hogy Élj Oszd meg A szíved valakivel, aki Repül – A dal refrénje magyarul |

## Galéria

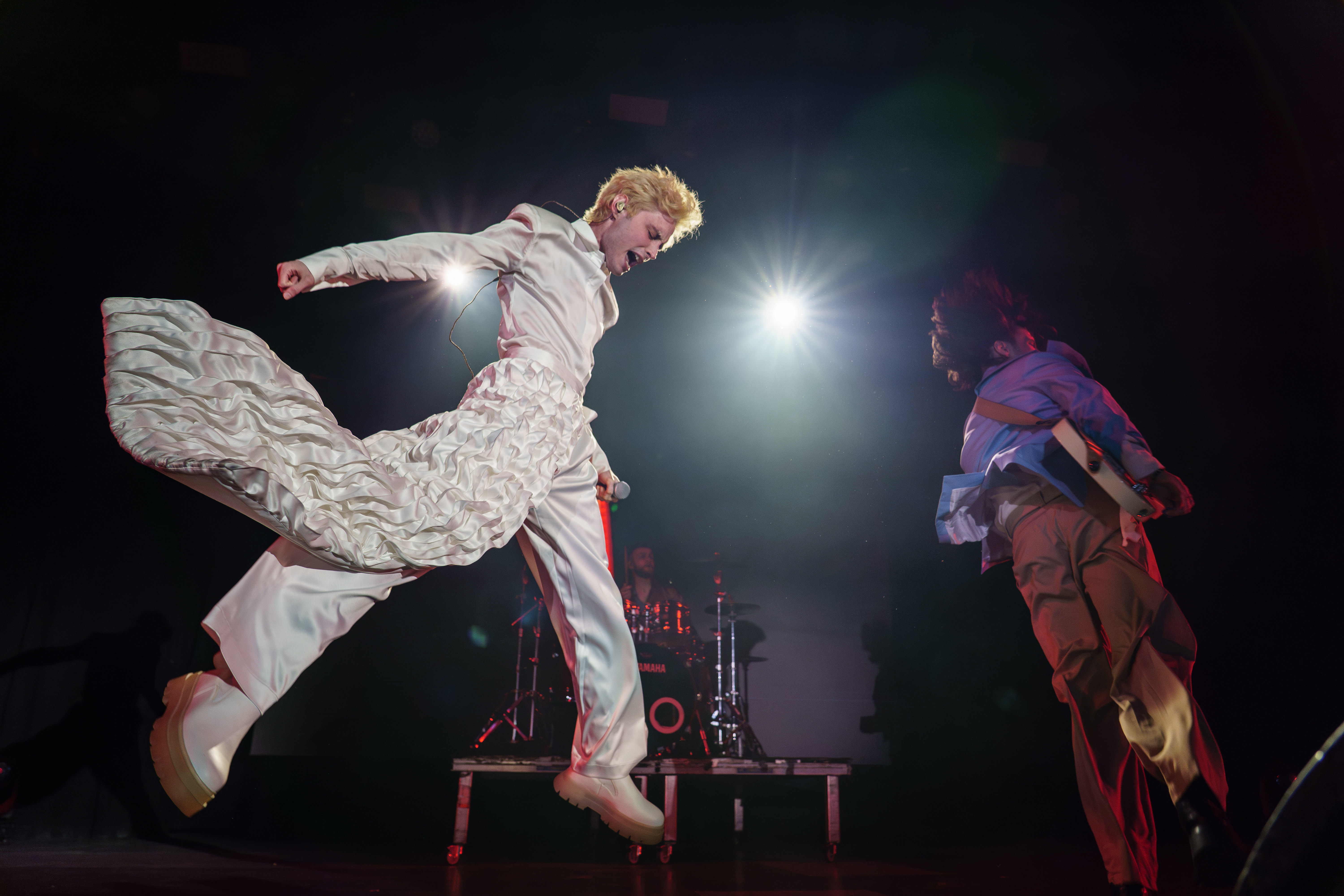
A madridi eurovíziós partin
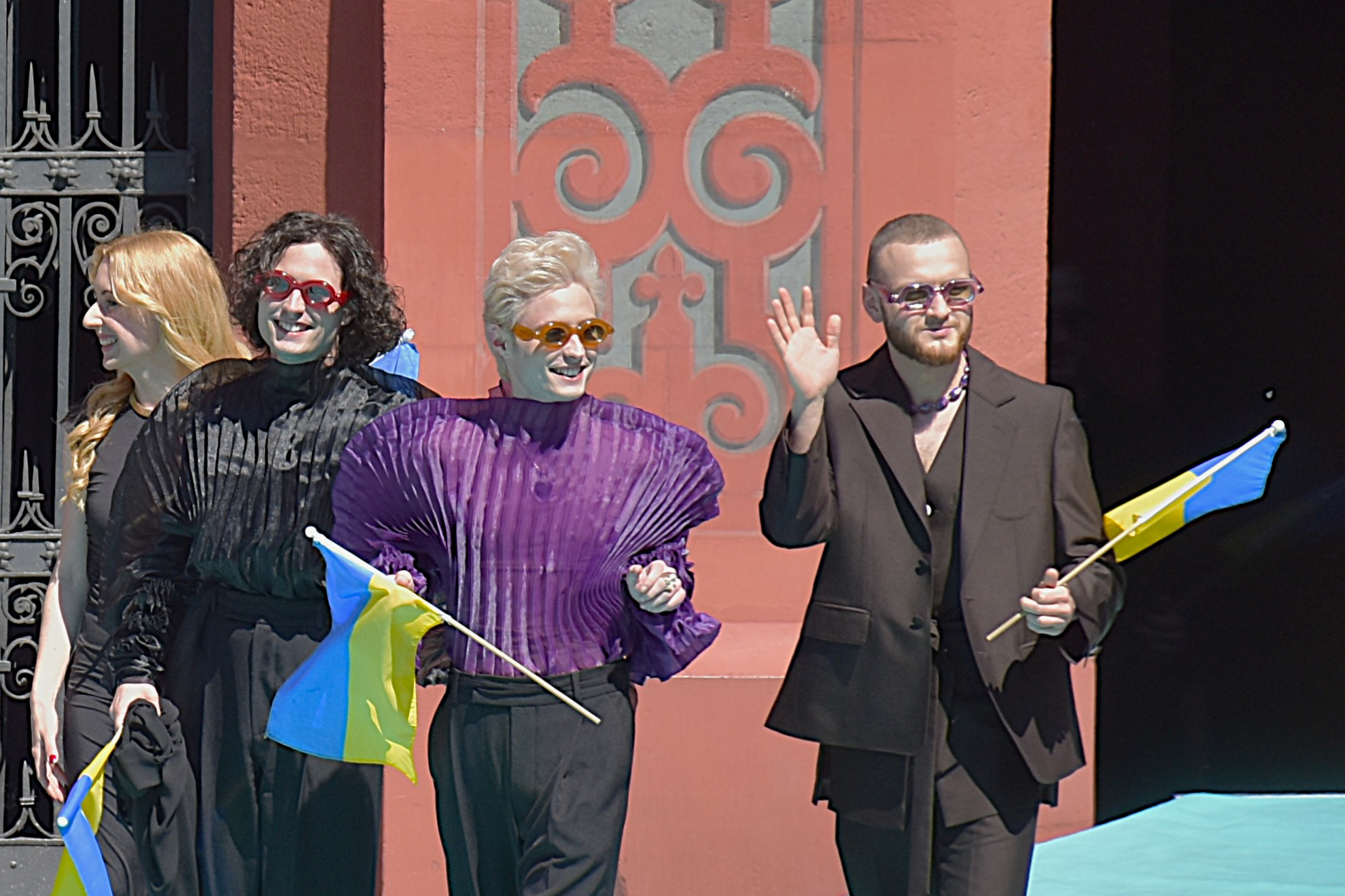
A megnyitóünnepségen
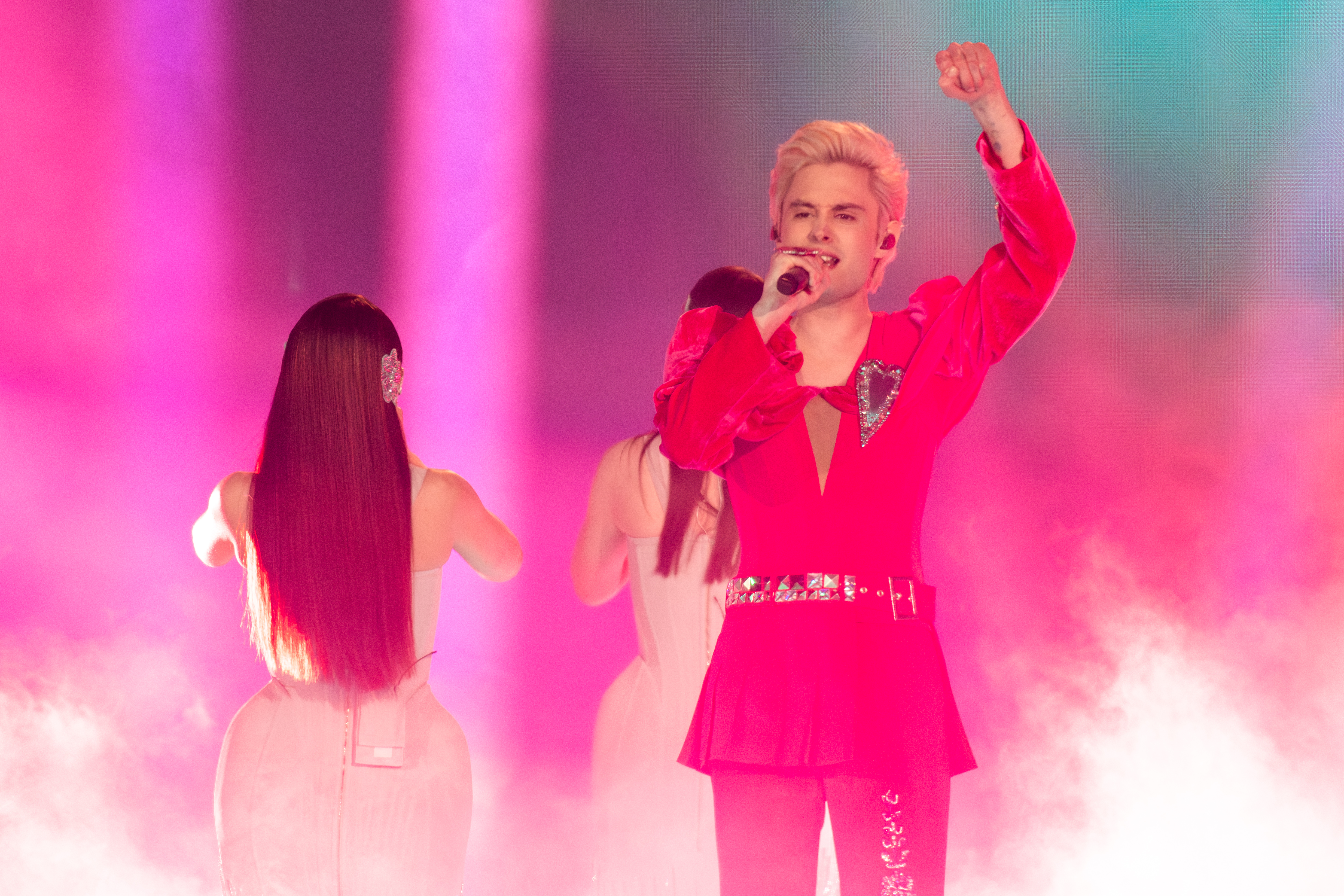
Az elődöntőben
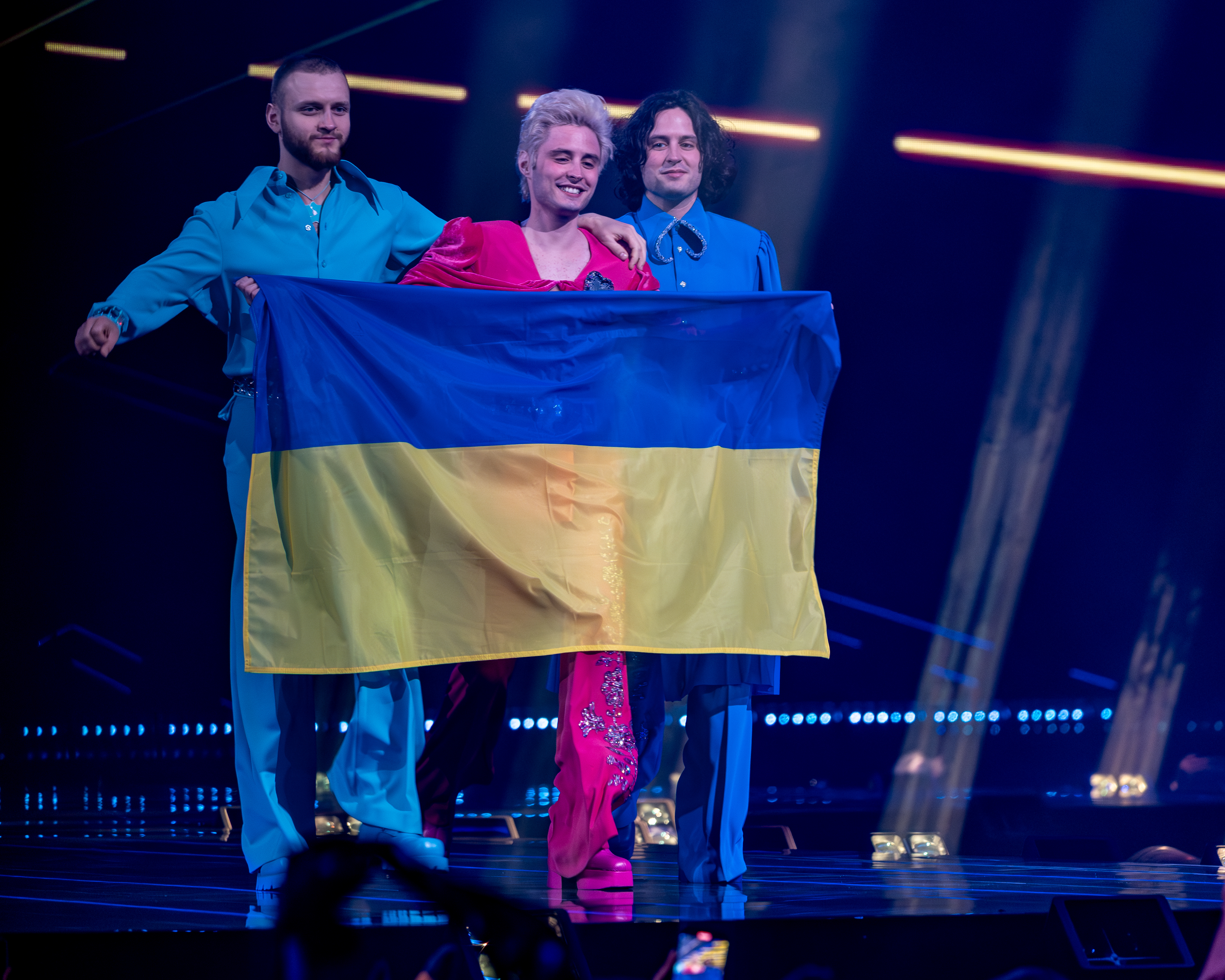
A döntő bevonulásán
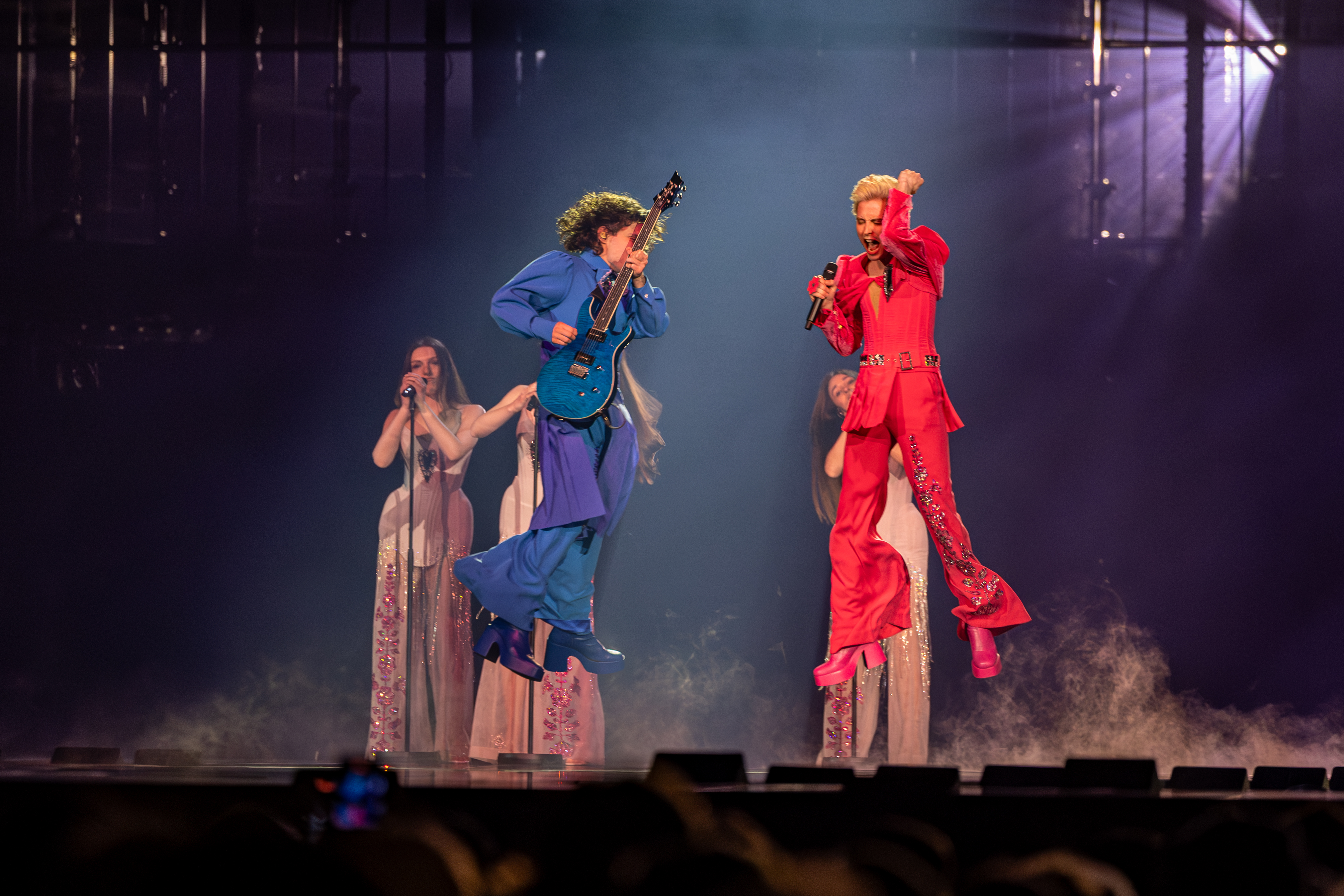
A döntőben